# Лодрісіо Вісконті
Лодрісіо Вісконті (*Lodrisio Visconti бл. 1280  —1364) — італійський кондот'єр, що боровся за владу над Міланом.

## Життєпис
Походив зі знатного роду Вісконті. Син П'єтро Вісконті та Антіохії Крівеллі. Народився близько 1280 року. Замолоду обрав для себе військову кар'єру. З 1310 року брав участь у війнах двоюрідного брата Маттео проти роду делла Торре, що тривали до 1315 року.
У 1322 році повстав проти влади нового сеньйора Галеаццо Вісконті, зммусивши того залишити Мілан. Отримав підтримку від папи римського Іоанна XXII, але невдовзі зазнав поразки від військ імператора Людовика IV Віттельсбаха, союзника Галеаццо.
У 1327 році вступив в союз з Марко Вісконті, завдяки чому вдалося обмовити Галеаццо Вісконті перед імператором й захопити разом з сином Аццо в Монці. Завдяки цьому разом з Марком на деякий час увійшов до керуування Міланською сеньйорією.
У 1328 році в союзі з Марко Вісконті виступив проти Аццо Вісконті, але зазнав невдачі й втік до замку Сепріо. Проте 1329 року Аццо Вісконті взяв в облогу Додрісіо, який не витримавши облоги втік до Віченци, а його замок було сплюндровано.
Деякий час користувався підтримкою Мастіно II делла Скала. У 1339 році на чолі 3500 найманців вдерся до міланських володінь. Але у битві при Параб'яго зазнав поразки від Лукіно Вісконті. Лодрісіо потрапив у полон, після чого його ув'язнено в замку Сан-Коломбано. Тут він пробув до 1349 року.
Звільнив Лодрісіо новий сеньйор Мілану — Джованні Вісконті. З цього моменту не влаштовував змову, зберігаючи вірність останньому. У 1354 році після розділу синьорії між братами Маттео, Бернабо і Галеаццо вступив на службу до останнього.
У 1356 році разом з Франческо д'Есте очолив війська проти Антивісконтської ліги, куди увійшов володарі та міста П'ємонту та Емілії. У вирішальній битві при Касорате було здобуто повну перемогу, а очільник ворожого війська — Конрад фон Ландау — потрапив у полон.
В подальшому Лодрісіо Вісконті мешкав при дворі сеньйора Галеаццо II в Павії. Помер у 1364 році.

## Родина
- Амброджіо